# Tomas Söderblom
Sven Erik Tomas Söderblom, född den 20 mars 1962 i Kulltorps församling, Gnosjö kommun, Jönköpings län, är en svensk historiker och entreprenör inom finansbranschen. Tomas Söderblom är största privata ägaren i Boliden med ett aktieinnehav överstigande 2 miljarder kr.
Söderblom disputerade 1992 i Lund på doktorsavhandlingen Horan och batongen – Prostitution och repression i folkhemmet. Söderbloms forskning blev kontroversiell på grund av det starka engagemanget för de prostituerades personliga rätt att beskriva sin egen historia även om det innebar att de under rådande omständigheter, enligt Söderbloms tolkning, själva hade valt sitt sätt att leva. Söderblom anslöt sig i stället till den franske filosofen Michel Foucault och tecknade vältaligt och i en näst intill skönlitterär berättarstil bilden av de prostituerades utsatthet för samhällets ständiga strävan efter ytterligare övervakning, kontroll och makt.
Söderblom har sedermera varit verksam som företagare och entreprenör med bland annat betydande intressen inom gruvföretaget Boliden.
Enligt tidningsartiklar har Söderblom ett brinnande engagemang i rättsliga frågor och har bland annat såsom brottsoffer kämpat för företagens möjligheter att rättsligen skydda sina företagshemligheter.
Ett annat engagemang är teknik- och telehistoria där Söderblom förutom författarskap driver ett eget museum för antika telefoner.
Under hösten 2021 kunde Söderblom efter ett långtgående privat spaningsarbete återbörda 10 av de 62 värdefulla böcker som stals från Kungliga biblioteket under åren 1995–2004.